# Fälleverteilungsgesetz
Das Fälleverteilungsgesetz besagt, dass unausgelesene Bevölkerungsgruppen von mindestens 1000 Personen, die unter ähnlichen Umständen leben, dem Faktor Gesundheitsstörung mit ähnlichen Ergebnissen unterworfen sind, was die Häufigkeit der an die Medizin herangebrachten Beschwerden und Krankheiten betrifft.

## Entdeckung und Überprüfung

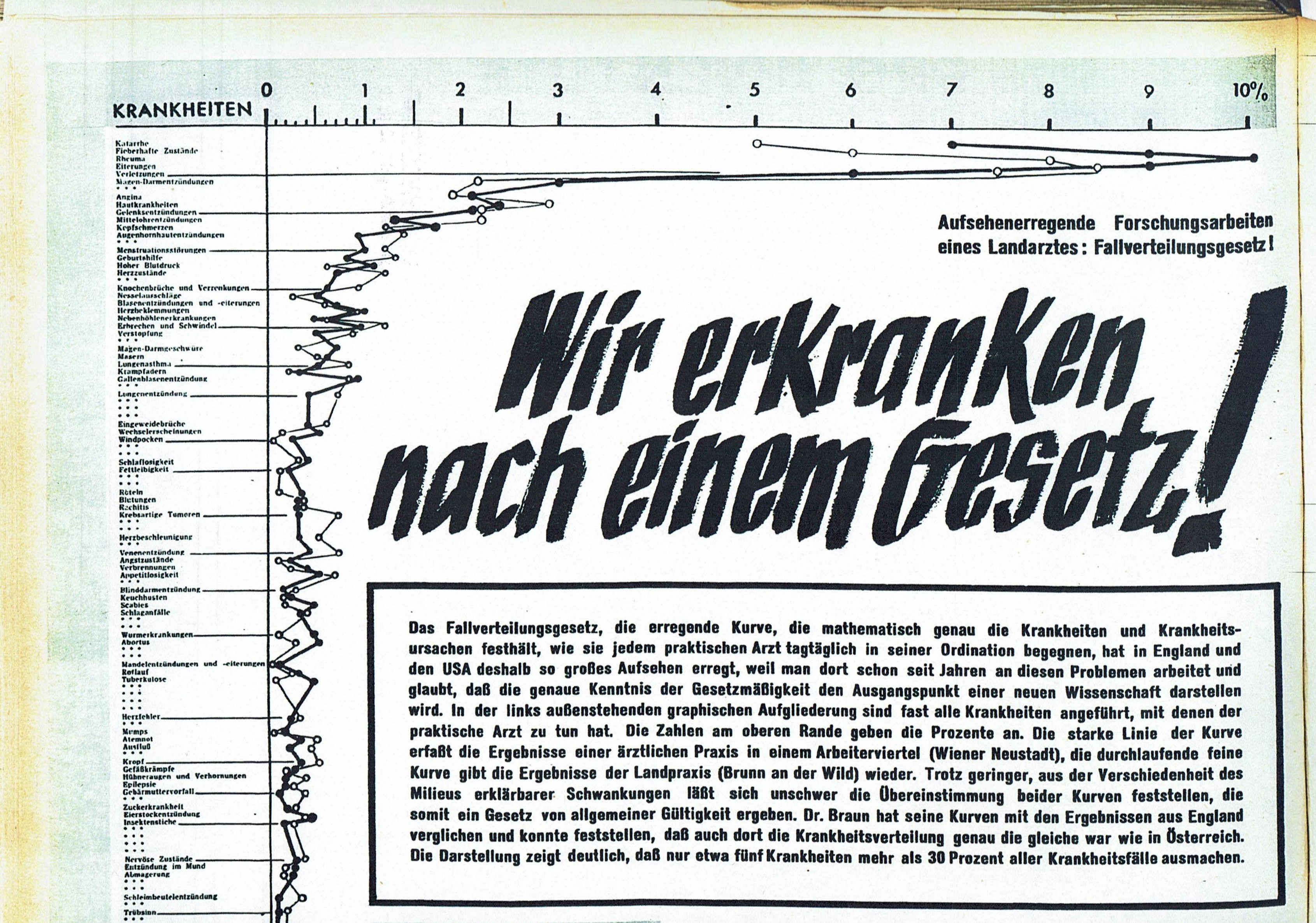
Große ÖSTERREICH Illustrierte VII.Jahrgang Nr. 15, 9. April 1955: „Wir erkranken nach einem Gesetz“.

Der Allgemeinmediziner Robert N. Braun sah Indizien für eine Regelmäßigkeit der Fällehäufigkeit von Erkrankungen, mit der er in der allgemeinärztlichen Praxis beansprucht wurde. Dem ging er statistisch zunächst von 1944 bis 1954 in drei eigenen, grundverschiedenen Allgemeinmedizinpraxen nach. Es handelte sich dabei um eine gemischte Stadt- und Landpraxis in Marburg an der Lahn in Deutschland und in Österreich eine Massenpraxis in Wiener Neustadt sowie um eine kleine Landpraxis in Brunn an der Wild. Die erfassten Ähnlichkeiten in Bezug auf die Häufigkeit der Beratungsergebnisse waren frappierend. Anfang der Fünfzigerjahre publizierten britische Ärzte ihre Fälleverteilung detailliert. Nach weitgehender nomenklatorischer Angleichung zeigten Vergleiche auch mit deren Ziffern dieselben Regelmäßigkeiten.
Am 11. März 1955 berichtete Robert N. Braun in der Gesellschaft der Ärzte in Wien über sein Aufdecken eines „grundlegenden Naturgesetzes“, „die allgemeine Morbidität betreffend“. Das Phänomen nannte er „Fälleverteilungsgesetz“. Die Presse berichtete anderentags darüber. Naturgesetz ist hier im Sinne eines regelmäßigen Vorkommens (Verhaltens) wahrnehmbarer Dinge gemeint. Dass das Krankwerden der Menschen eine biologische Massenerscheinung sein könnte, hatte bereits der deutsche Statistiker Wilhelm Lexis in Erwägung gezogen.
In den folgenden Jahrzehnten führten, neben Braun selbst, weitere Allgemeinärzte vergleichbare Fälle-Erhebungen in ihren allgemeinmedizinischen Praxen durch.
Statistische Korrelationen der Häufigkeitsränge von Gesundheitsstörungen in verschiedenen Praxen wurden bereits in einer kanadischen Studie berechnet und später auch von Braun und Mitarbeiter, die allesamt die Ähnlichkeiten der Häufigkeitsränge bestätigten.
Es ist zu vermuten, dass die Morbidität im Allgemeinen, aber auch die Fälle-Profile aus dem Bereich der spezialistischen Medizin, Regelmäßigkeiten unterliegen.

## Bedeutung

### Existenzberechtigung Allgemeinmedizin
Robert N. Braun resümiert 1957: „Die Fällestatistik lehrt uns, welche Beratungsergebnisse die Allgemeinmedizin beherrschen. Sie lehrt uns die Unerlässlichkeit praktischer Ärzte.“ „Damit kann der alte Streit, ob der Allgemeinpraktiker durch die fortschreitende Spezialisierung überholt ist oder nicht, beigelegt werden: Die alle Fächer und Diagnosebegriffe sprengende regelmäßig vorkommenden Beratungsergebnisse der ärztlichen Erstberatungen erhalten den darauf spezialisierten Allgemeinpraktiker allezeit existenzberechtigt. Damit ist zugleich eine wirklich differenzierende, überzeugende Definition der Allgemeinmedizin und des Allgemeinpraktikers gegeben.“

### Nomenklatur
Die Gesundheitsstörungen, i.e. die Fälle, die in der Allgemeinmedizin präsentiert werden, setzen sich nicht nur aus diagnostizierten Krankheiten zusammen, sondern auch aus Klassifizierungen von Krankheitsbildern, Symptomgruppen und Symptomen. Mit der Entdeckung des regelmäßigen Vorkommens und damit der „Objektivierung des diagnostischen Allerleis“ verknüpfte sich aufs Engste das Problem einer einheitlichen Nomenklatur. Aus den über Jahre geführten Fällestatistiken kristallisierte sich für die Beratungsergebnisse an der ersten ärztlichen Linie eine spezifische praktikable Nomenklatur heraus. Sie wurde in der Kasugraphie definiert und stellt das Pendant zur nosographischen Beschreibung von Krankheiten dar.

### Lehre
Kennt man all die regelmäßig häufig auftretenden Gesundheitsstörungen und setzt sie in Beziehung mit der Krankheitenlehre, der Nosologie, dann ergeben sich daraus wichtige Lehrstoffe für die Aus- und Weiterbildung. Es wurden beispielsweise über 80 Diagnostische Programme für die häufigsten Praxisprobleme entwickelt, wo Abwendbar gefährliche Verläufe (Braun) bedacht werden müssen.

### Forschung
„Das Fälleverteilungsgesetz setzt uns in den Stand eine Theorie der praktisch gezielten Diagnostik zu entwickeln“. Es ist der Ausgangspunkt für die Verwissenschaftlichung der Allgemeinmedizin und generell für die Erforschung der Angewandten Medizin. In einem Interview 1957 sagt Robert N. Braun: „Es wird das ‚Fälle-Verteilungsgesetz‘ gewissermaßen den archimedischen festen Punkt bilden können, um in einigen Generationen eine Wissenschaft der ärztlichen Berufsprobleme zu entwickeln, welche dem wissenschaftlichen Werk der heutigen Spezialisten würdig zur Seite steht“.